# Nasirec
Nasirec este o localitate din comuna Hrpelje-Kozina, Slovenia, cu o populație de 66 de locuitori.